# اندرو جکسون داونینگ
اندرو جکسون داونینگ (انگلیسی: Andrew Jackson Downing; ۳۱ اکتبر ۱۸۱۵ – ۲۸ ژوئیهٔ ۱۸۵۲) معمار اهل ایالات متحده آمریکا بود.